# 飯田善国
飯田 善國（いいだ よしくに、1923年7月10日 - 2006年4月19日）は、日本の彫刻家、現代美術家、詩人。

## 人物・来歴
栃木県足利市生まれ。旧制館林中学卒。慶應義塾大学在学中に徴兵され中国を転戦した。帰国後慶應に復学した後、かねてからの希望だった画家を志して東京藝術大学に入学、梅原龍三郎らの教えを受け1953年に卒業した。その後は、池田龍雄らと制作者懇談会を結成し、芸術論の交換をしながら、戦争体験でばらばらになった世界観や自己への懐疑を再構築すべく、表現主義的な絵画で彼なりのリアリズムを築き上げようとした。
1956年からのローマ留学の間、彫刻のコースで学び、さらにヴォルスの絵画やヘンリー・ムーアの抽象彫刻に衝撃を受けてそれまで描いてきた「リアル」に対する概念をゆすぶられた彼は、より外に開かれた、実感に近いものを求めて彫刻制作に転じ、ウィーンやベルリンなど主に欧州で活躍し、木や石を素材に各地の展覧会に出展した。同時にミニマルアートやキネティックアートなど同時期の芸術の先端に触れており、影響を受けている。やがて素材は重い情念を感じる木から、より軽やかな印象の金属へと変化した。
1960年代後半に日本に帰国し、木やブロンズ、ステンレス、さらに彩色を施したロープなどを組み合わせ抽象造形を展開し、その作品は宇部市・常盤公園での現代日本彫刻展や神戸市での須磨離宮公園現代彫刻展など、当時の日本を代表した野外彫刻展で相次ぎ受賞するなど高く評価された。特に抽象的な造形で人体を表現した「HITO」シリーズで知られている。またステンレスを使ったパブリック・アートを各地の公共建築などに設置、詩の制作や版画の制作、美術評論家としての活動などでも知られ多数の著書がある。
1983年〜1989年法政大学工学部建築学科教授。

## 作品

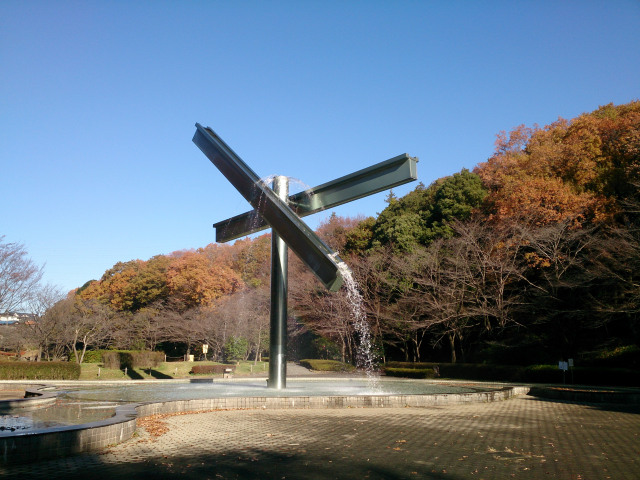
芹ヶ谷公園の彫刻噴水・シーソー

彼の作品は日本帰国後、パブリック・アートやモニュメントの制作を開始して以後、周囲の様々な風景を映しこむ鏡面ステンレスを多用するようになった。さらにベアリングで回転するステンレス板を用いるようになり、屋外の作品は風で回転する、動きのある時間を取り入れた彫刻へと移行した。これによって作品表面がさまざまな風景を受け入れて自然の中に消えてしまう、彫刻の中の自我が自然の動きや風景に任せて解放されるような作品になった。住居とアトリエを置いていた町田市内にある芹ヶ谷公園の『彫刻噴水・シーソー』はその代表的なものである。
また、室内での作品ではヨーロッパ時代の木彫による「HITO」シリーズのように、当初からムーアのような穴の開いた彫刻作品が多かったが、やがて木に彩色が施され素材も金属となり、この穴の中に棒や色とりどりの紐が通るようになった。様々な色の紐の導入は、彼のもう一つの仕事である詩や言葉とも密接なつながりを持っている。彼が1972年に詩人西脇順三郎と共作した詩画集『クロマトポイエマ（Chromatopoiema）』で、彼は英語の詩や単語を構成する26個のアルファベットを鮮やかな26色に分解し、それぞれの字を相応しいと思える色に当てはめ、詩の中の同じ文字をそれぞれの色の線でつないだシルクスクリーンを制作した。この時編み出した色彩と詩・単語・文字を結びつける論理「クロマトフィロロギア（色彩言語学的方法）」は彼の作品制作の原理となっていった。1973年以後この原理を用い、鏡面ステンレスでできた複数の柱や板を、たとえば「LOVE」「KOI」といった同義の言葉や「SEA」「LAND」など対立する言葉をもとに、アルファベットに対応した色のナイロン紐多数で相互に結びつける彫刻作品を次々に制作し、国内外で高い評価を得た。また同様の原理で版画やドローイングも多数制作している。
作品は箱根の彫刻の森美術館、東京国立近代美術館、神奈川県立近代美術館、目黒区美術館、足利市立美術館など各地の近現代美術館に所蔵されている。

## IIDA-KAN
ハーモニック・ドライブ・システムズが、2000年に企業創立30周年に際し、「次世紀に向けさらなる創造性の高い精緻な仕事を目指すための出発点とすべく、強靭な意思、豊かな感性と出会える場所の創造」を目指してつくった建築群・TRIAD（槇文彦設計）の一角をなす飯田善國の個人美術館で、同社の安曇野工場（長野県安曇野市）の敷地内にある。展示品は1950年代の絵画作品を中心にコレクションを順次公開するほか、1983年の彫刻『SCREEN-CANYON』が常設展示されている。一般に公開され入場無料。安曇野アートラインの一部を形成する。

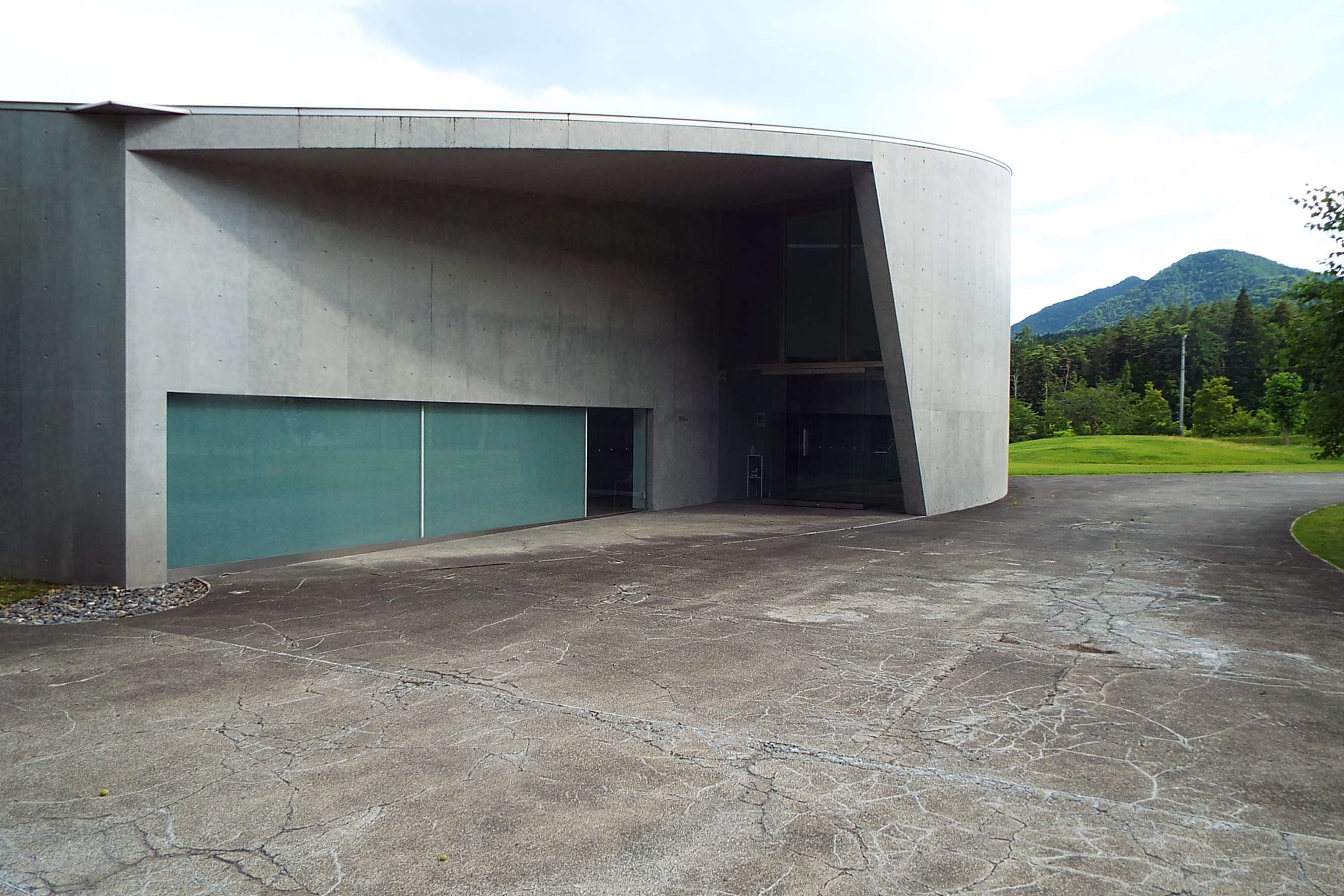
IIDA・KAN外観
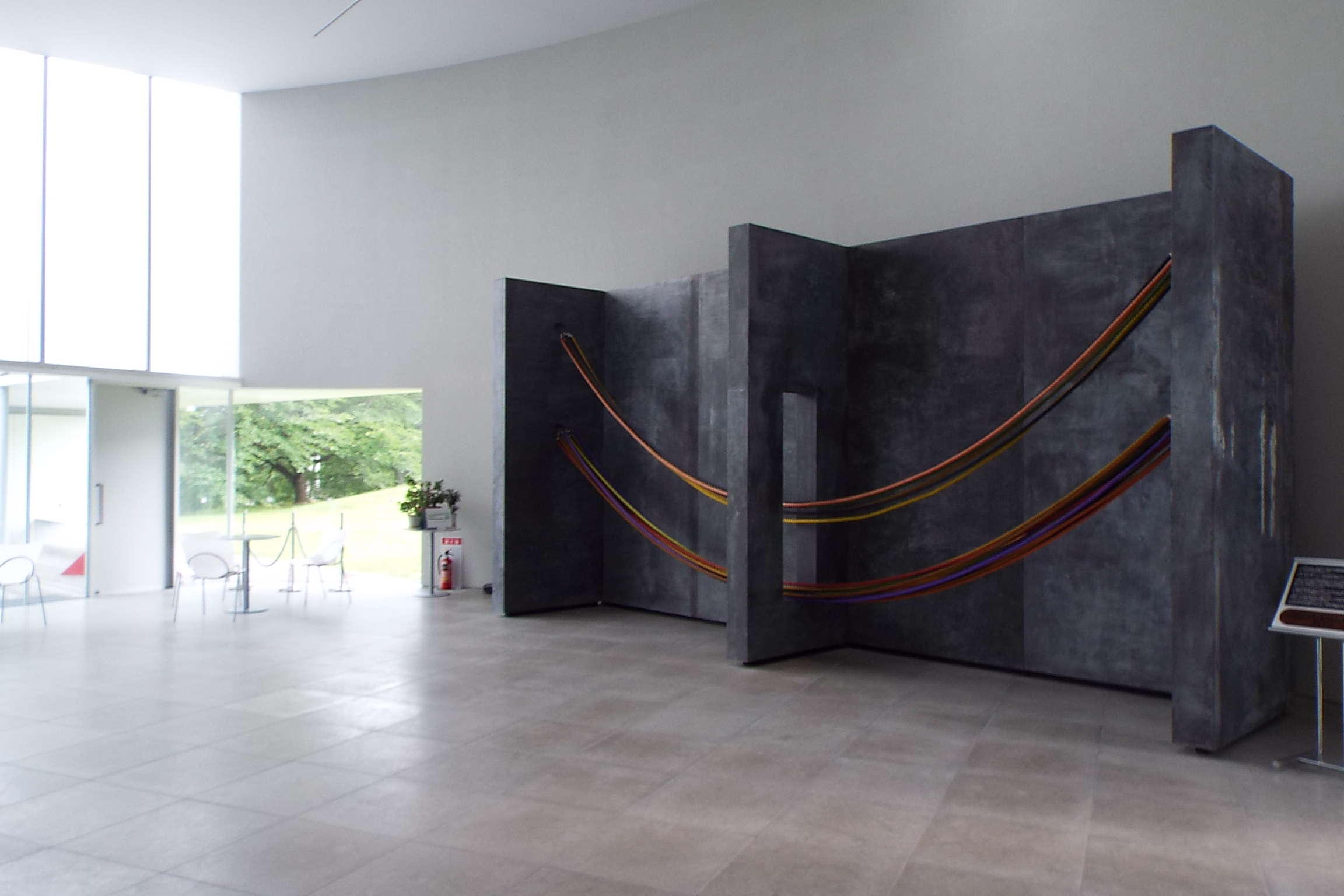
飯田善國彫刻作品『SCREEN-CANYON』
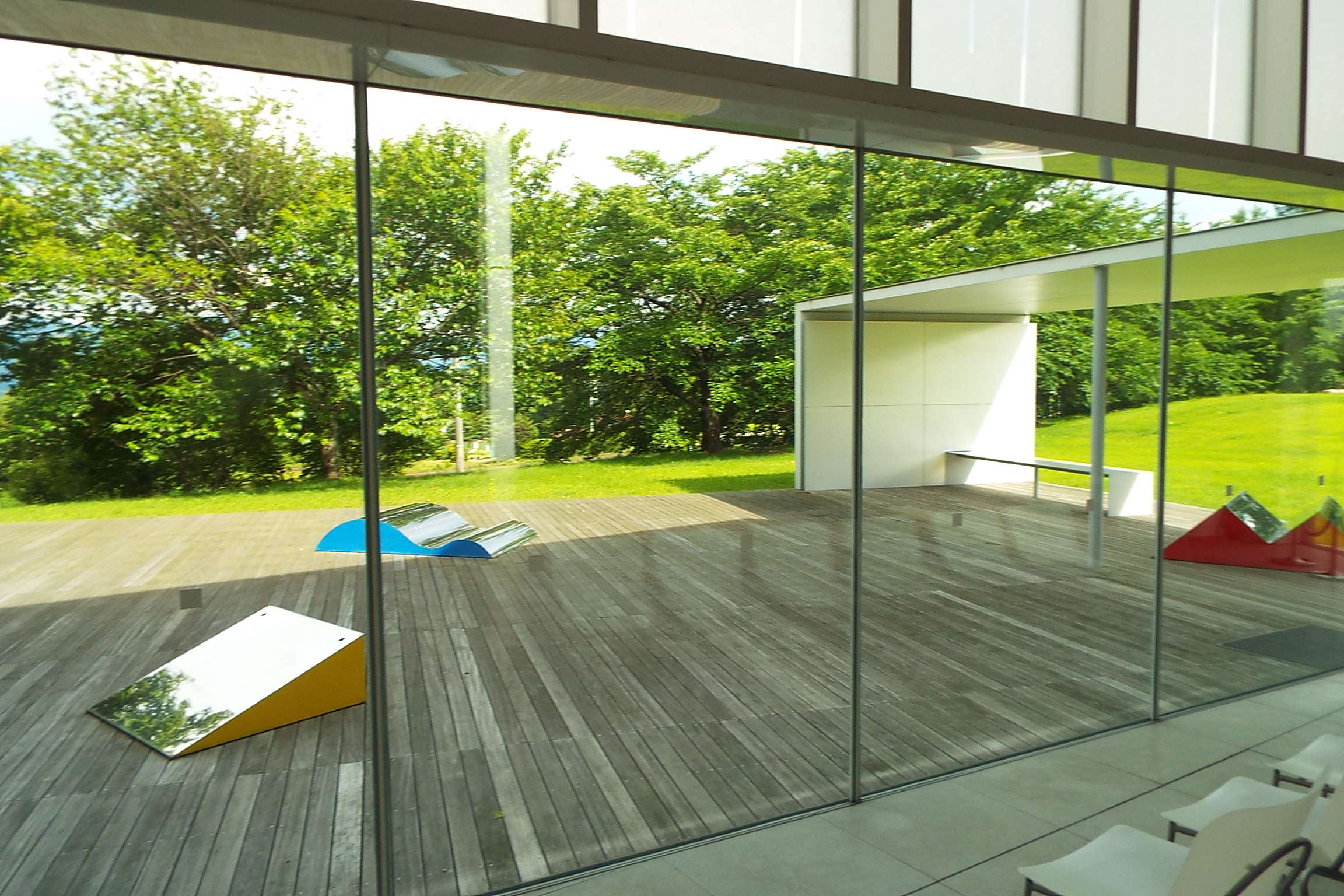
飯田善國彫刻作品『早春』

## 詩集
- 『ナンシーの鎧』書肆山田 1976
- 『円盤の五月』書肆山田 1982
- 『見知らぬ町で』思潮社 1983
- 『ネミ湖にて』不識書院 1988
- 『GAHLWAYの女たち』 思潮社 2001